# Илалди-султанија (ћерка Бајазита II)
Султанија Илалди (тур. İlaldı Sultan) је била ћерка Бајазита II и Гулбахар-хатун.

## Биографија
Утврђено је да је султанија Илалди била рођена сестра Селима I.
Султанија Илалди је удата средином 1480-их за великог везира Коџа Давут-пашу. Са њим је имала сина:
- Мехмед-бег (ум. 1511); био је јако близак са својим ујаком шехзаде Селимом, код којег је често долазио у Трабзон. Ожењен је 1508. године ћерком шехзаде Ахмеда, султанијом Фатмом.

Након што је Давут-паша разрешен дужности 1497. године и прогнан у Диметоку, султан Бајазит је разрешио његов брак са његовом кћери Илалди. Након неколико година ју је преудао за Ахмед-пашу, који је био миљеник њеног брата Селима.
Ахмед-паша је очекивао да ће постати велики везир 1523. године. Како је Паргали Ибрахим-паша био именован, из револта, одлази у Каиро и проглашава себе султаном Египта. Бива погубљен по наређењу султана Сулејмана у августу 1524. године.
Из брака са Илалди-султанијом имао је двоје деце:
- Коџи-бег; који је био ожењен султанијом Ханзаде, ћерком Селчукшах-султаније
  - Ахмед-челеби
- Ајнишах-султанија (тур. Aynışah Hanımsultan) , која је била удата за Абдуселам-челебију 1518. године. Самој Ајнишах је њен ујак након смрти њене мајке доделио село Јагоштицу који је био њен посед, где је највероватније и живела. Ајнишах је имала три кћери:
  - Неслихан-султанија (тур. Neslihan Hanım); удата за Мемишах-бега.
  - Исмихан-султанија (тур. Ismihan Hanım); умрла 2. априла 1569
  - Умихан-султанија

Познато је да је Илалди послала писмо 1512. године свом брату Селиму I где му је честитала ступање на престо, за време чије владавине је и умрла у Скопљу (забележено је да је умрла пре 1518. године.